# Гра в бога
Гра в бога або Симулятор бога (англ. God game) — жанр відеоігор, в яких гравець здійснює управління істотами, світом, у великому масштабі, проявляючи себе в ролі певної вищої сутності, що володіє надприродними силами (Populous, Black & White), або невизначеної сутності чи сили (Spore). Симулятор бога перетинаються з жанрами симулятор життя і стратегічними відеоіграми.
Не слід плутати гру в бога з «режимом бога» в деяких іграх, при якому гравець отримує змогу обходити звичні правила гри, маючи, наприклад, невразливість.

## Особливості
Ігри в бога дозволяють гравцеві взяти на себе роль вищої істоти з обмеженими можливостями, подібно до богів Древньої Греції. Для управління надається готову раса або народ, зазвичай людські, і можливість управління природними явищами і посилювати/послаблювати можливості підопічного народу. Коли надається раса або народ в зародковому стані, метою гри зазвичай постає підкорити нею весь світ, або досягти певної вищої мети, наприклад, вийти в космос.
Від підконтрольних істот вимагається надходження чогось, потрібного «божеству»: поклоніння, жертвоприношень. Це виступає ресурсами, за які гравець розвиває власні сили і підтримує добробут істот, якими керує.
У грі в бога зазвичай використовується вигляд зверху чи ізометрична перспектива. Інколи гравці можуть конкурувати з іншими гравцями за прихильників.